# Trượt tuyết đổ đèo tại Thế vận hội Mùa đông 2018 - Kết hợp nữ
Nội dung kết hợp nữ của môn Trượt tuyết đổ đèo tại Thế vận hội Mùa đông 2018 diễn ra vào ngày 22 tháng 12 năm 2018 tại Jeongseon Alpine Centre và Yongpyong Alpine Centre tại Alpensia Sports Park ở Pyeongchang.

## Kết quả
Cuộc đua bắt đầu lúc 11:30 (đổ dốc) và 15:00 (dích dắc).
| Hạng | Số áo | Tên                     | Quốc gia             | Đổ dốc  | Hạng | Dích dắc | Hạng | Tổng    | Kém   |
| ---- | ----- | ----------------------- | -------------------- | ------- | ---- | -------- | ---- | ------- | ----- |
| 1    | 1     | Michelle Gisin          | Thụy Sĩ              | 1:40.14 | 3    | 40.76    | 4    | 2:20.90 | –     |
| 2    | 19    | Mikaela Shiffrin        | Hoa Kỳ               | 1:41.35 | 6    | 40.52    | 3    | 2:21.87 | +0.97 |
| 3    | 3     | Wendy Holdener          | Thụy Sĩ              | 1:42.11 | 10   | 40.23    | 1    | 2:22.34 | +1.44 |
| 4    | 6     | Ragnhild Mowinckel      | Na Uy                | 1:40.11 | 2    | 42.52    | 11   | 2:22.63 | +1.73 |
| 5    | 2     | Petra Vlhová            | Slovakia             | 1:42.58 | 13   | 40.41    | 2    | 2:22.99 | +2.09 |
| 6    | 18    | Valérie Grenier         | Canada               | 1:41.79 | 8    | 41.65    | 8    | 2:23.44 | +2.54 |
| 7    | 15    | Ramona Siebenhofer      | Áo                   | 1:40.34 | 4    | 43.11    | 15   | 2:23.45 | +2.55 |
| 8    | 5     | Federica Brignone       | Ý                    | 1:42.51 | 12   | 41.02    | 6    | 2:23.53 | +2.63 |
| 9    | 11    | Denise Feierabend       | Thụy Sĩ              | 1:43.04 | 17   | 40.90    | 5    | 2:23.94 | +3.04 |
| 10   | 7     | Marta Bassino           | Ý                    | 1:42.61 | 14   | 41.63    | 7    | 2:24.24 | +3.34 |
| 11   | 20    | Ana Bucik               | Slovenia             | 1:42.77 | 15   | 41.99    | 9    | 2:24.76 | +3.86 |
| 12   | 10    | Laura Gauché            | Pháp                 | 1:42.15 | 11   | 42.64    | 12   | 2:24.79 | +3.89 |
| 13   | 12    | Ricarda Haaser          | Áo                   | 1:41.75 | 7    | 43.06    | 14   | 2:24.81 | +3.91 |
| 14   | 8     | Nevena Ignjatović       | Serbia               | 1:42.88 | 16   | 42.23    | 10   | 2:25.11 | +4.21 |
| 15   | 24    | Alice Merryweather      | Hoa Kỳ               | 1:43.17 | 18   | 43.73    | 16   | 2:26.90 | +6.00 |
| 16   | 26    | Maryna Gąsienica-Daniel | Ba Lan               | 1:44.35 | 19   | 42.84    | 13   | 2:27.19 | +6.29 |
| 17   | 30    | Kateřina Pauláthová     | Cộng hòa Séc         | 1:44.83 | 20   | 44.26    | 17   | 2:29.09 | +8.19 |
| 18   | 27    | Barbara Kantorová       | Slovakia             | 1:45.58 | 21   | 44.36    | 18   | 2:29.94 | +9.04 |
|      | 4     | Romane Miradoli         | Pháp                 | 1:41.83 | 9    | DNF      | —    | —       | —     |
|      | 13    | Lindsey Vonn            | Hoa Kỳ               | 1:39.37 | 1    | DNF      | —    | —       | —     |
|      | 23    | Elvedina Muzaferija     | Bosna và Hercegovina | 1:46.62 | 22   | DNF      | —    | —       | —     |
|      | 9     | Maruša Ferk             | Slovenia             | 1:40.98 | 5    | DSQ      | —    | —       | —     |
|      | 22    | Johanna Schnarf         | Ý                    | DNF     | —    | —        | —    | —       | —     |
|      | 25    | Greta Small             | Úc                   | DNF     | —    | —        | —    | —       | —     |
|      | 28    | Candace Crawford        | Canada               | DNF     | —    | —        | —    | —       | —     |
|      | 29    | Kim Vanreusel           | Bỉ                   | DNF     | —    | —        | —    | —       | —     |
|      | 31    | Noelle Barahona         | Chile                | DNF     | —    | —        | —    | —       | —     |
|      | 32    | Roni Remme              | Canada               | DNF     | —    | —        | —    | —       | —     |
|      | 14    | Stephanie Venier        | Áo                   | DNS     | —    | —        | —    | —       | —     |
|      | 16    | Sofia Goggia            | Ý                    | DNS     | —    | —        | —    | —       | —     |
|      | 17    | Anne-Sophie Barthet     | Pháp                 | DNS     | —    | —        | —    | —       | —     |
|      | 21    | Alexandra Coletti       | Monaco               | DNS     | —    | —        | —    | —       | —     |